# 창원북면고등학교
창원북면고등학교(昌原北面高等學校)는 대한민국 경상남도 창원시 북면 감계리에 있는 공립 고등학교이다.

## 학교 연혁
- 2021년 4월 13일 : 창원북면고등학교 설립인가
- 2023년 1월 20일 : 창원북면고등학교 사용승인
- 2023년 3월 1일 : 제1대 임욱빈 교장 취임
- 2023년 3월 2일 : 제1회 입학식(286명)
- 2023년 3월 13일 : 고교학점제 선도학교 지정(경상남도교육청)
- 2023년 4월 6일 : 개교식 및 교육과정설명회
- 2023년 5월 1일 : 제1회 개교기념일
- 2023년 9월 1일 : 자율학교 지정

## 참고 자료
- 창원북면고등학교 - 한국교육학술정보원 학교알리미